# Sam Thompson (Tennisspieler)
Sam Thompson (* 8. Januar 1993) ist ein ehemaliger australischer Tennisspieler.

## Karriere
Thompson spielte zwischen 2012 und 2015 auf einigen Turnieren der ITF Future Tour, wo er aber nur selten über die Auftaktrunde hinauskam.
2015 bekam er ein Wildcard für die Mixed-Konkurrenz der Australian Open, wo er mit Masa Jovanović in der ersten Runde Martina Hingis und Leander Paes in zwei Sätzen unterlag. Seitdem nahm er an keinem anderen Turnier mehr teil. Des Weiteren gelang es ihm nie sich in der Weltrangliste zu platzieren.